# Villeréal
Villeréal is een gemeente in het Franse departement Lot-et-Garonne (regio Nouvelle-Aquitaine). De plaats maakt deel uit van het arrondissement Villeneuve-sur-Lot.  Villeréal telde op 1 januari 2022 1.265 inwoners.
Villeréal is lid van Les Plus Beaux Villages de France.

## Geografie
De oppervlakte van Villeréal bedroeg op 1 januari 2022 13,92 vierkante kilometer; de bevolkingsdichtheid was toen 90,9 inwoners per km².

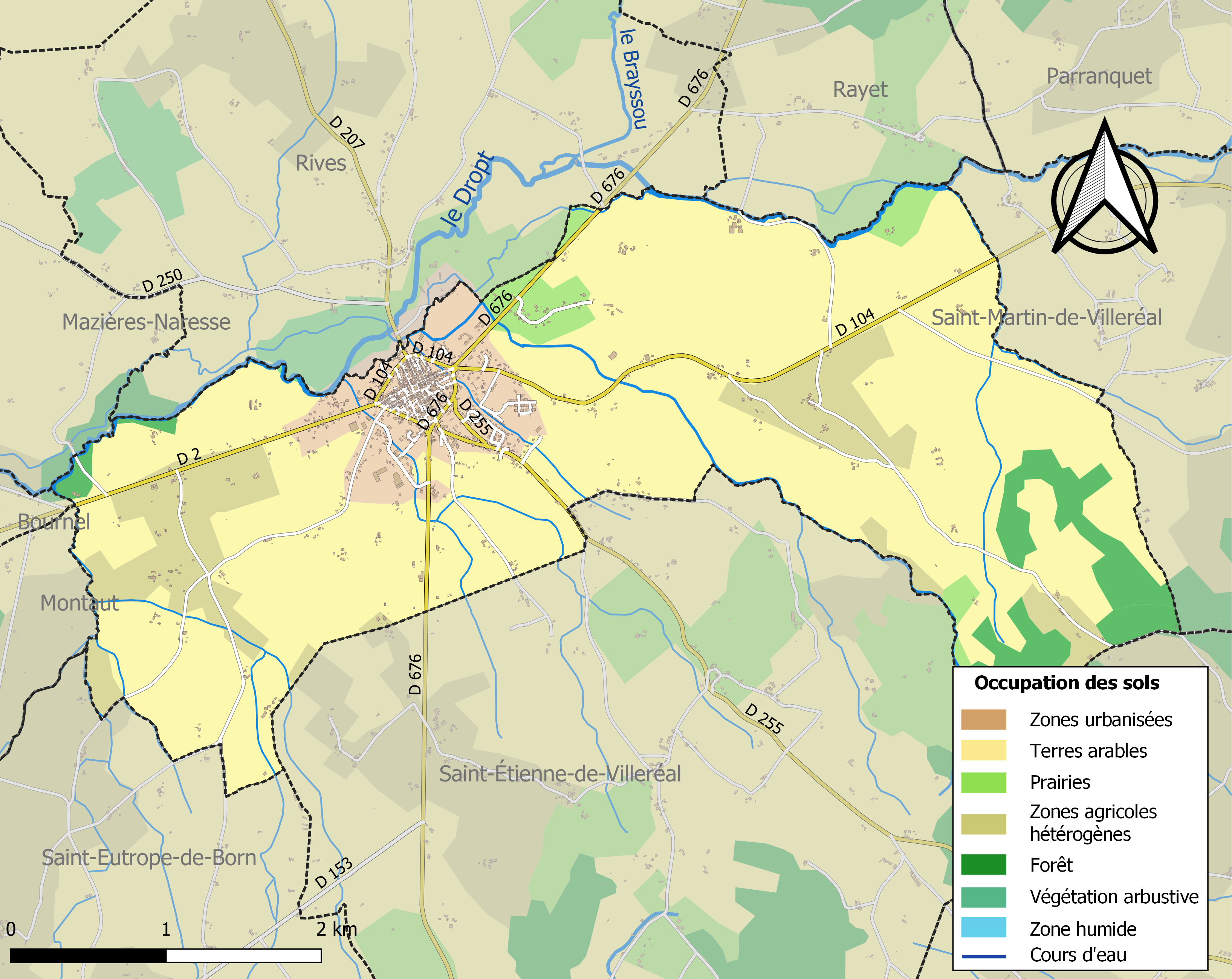
Kaart van de gemeente met de belangrijkste infrastructuur, bodemgebruik en omliggende gemeenten

## Demografie
Onderstaande figuur toont het verloop van het inwonertal (bron: INSEE-tellingen).

## Geboren
- Roger Bissière (1886-1964), kunstenaar